# Maculinea alpicola
Maculinea alpicola är en fjärilsart som beskrevs av Beuret 1949. Maculinea alpicola ingår i släktet Maculinea och familjen juvelvingar. Inga underarter finns listade i Catalogue of Life.